# Arielulus torquatus
Arielulus torquatus és una espècie de ratpenat de la família dels vespertiliònids. És endèmic de Taiwan. El seu hàbitat natural són els boscos de terres altes. Està amenaçat per la desforestació relacionada amb la construcció d'infraestructures i l'agricultura a gran escala.